# Terence Rigby
Terence Rigby (ur. 2 stycznia 1937 w Birmingham w Wielkiej Brytanii, zm. 10 sierpnia 2008) – brytyjski aktor filmowy i telewizyjny.